# Marcha del Silencio (1968)
La Marcha del silencio fue una manifestación de desobediencia civil y protesta política por la paz realizada por integrantes del movimiento de 1968 en la Ciudad de México el 13 de septiembre de ese año. Se realizó en protesta por el desalojo violento de la Plaza de la Constitución (Zócalo), en el que ocurrieron detenciones arbitrarias, brutalidad policial y diversos enfrentamientos entre simpatizantes del movimiento y fuerzas como el  Cuerpo de Granaderos y el Ejército Mexicano. 
Fue convocada por el Consejo Nacional de Huelga (CNH) como una manifestación silenciosa pacifista, ya que era más elocuente que las palabras que acallaron las bayonetas, y por el silencio que hizo el entonces presidente Gustavo Díaz Ordaz en su Cuarto informe de gobierno el 1 de septiembre de 1968 sobre el movimiento. Por tanto se marchó no con las banderas rojinegras del CNH sino con banderas de México y retratos de héroes de la Independencia y la Revolución.
El trayecto fue desde el Museo de Antropología hacia el Zócalo, unos 6.1 kilómetros, aproximadamente.

## Antecedentes
Los estudiantes del CNH escuchan en las distintas escuelas el Cuarto Informe de Gobierno el 1 de septiembre, donde Díaz Ordaz emite un mensaje autoritario contra el movimiento. Se asume que el presidente ha hecho silencio tanto a las demandas del movimiento como a su petición de diálogo público, entonces, el consejo decide convocar a una marcha multitudinaria el 13 de septiembre que marchara en silencio. En un intento por desestimular la asistencia a la marcha, el 12 de septiembre presumiblemente el gobierno mexicano desde un helicóptero tiró propaganda atribuida a padres y madres de familia del Instituto Politécnico Nacional (IPN) y la Universidad Nacional Autónoma de México (UNAM) que indicaba que llamaran a sus hijos a no asistir, ya que los asistentes serían enfrentados por el ejército.  
Ese día, por la mañana, Díaz Ordaz encabeza una ceremonia cívica dedicada a los Niños Héroes en el monumento a estos en Chapultepec, en donde dirige distintos mensajes dirigidos a la juventud y a orientar su inconformidad hacia la creatividad, lo mismo hace el cadete Saúl Hernández Dorantes, quien afirma que la única bandera "es la de México". Otros oradores asociados al PRI, partido gobernante, como Alfredo V. Bonfil, llaman a que la inconformidad "se vuelva creativa". Más tarde, el presidente inaugura el Palacio de los Deportes como parte de las acciones de los Juegos Olímpicos de México 68.

## Desarrollo
La marcha tiene como punto de inicio las inmediaciones del Museo de Antropología, en el Bosque de Chapultepec. Ahí se dan cita miles de personas que acuden al llamado del CNH, marchando en silencio. Encabeza un camión el contingente con un retrato de Emiliano Zapata y una bandera nacional, luego, estudiantes de medicina, profesores, la dirigencia del CNH y a continuación la columna, a la cual se le pasa lista de asistencia, sumando 83 escuelas. La marcha arrancó a las 15:30 horas. Fotografías de la época muestran a asistentes con cintas adhesivas formando una "x" sobre los labios. Reportes indican tanto el orden con el que se realiza la marcha como la presencia no sólo de estudiantes sino de sociedad civil que apoya el movimiento. La Dirección Federal de Seguridad indica:

Llegaron a la Plaza de la Constitución en número de 40,000 personas, calculándose que un 10%, eran del sexo femenino, un 25 del pueblo en general, entre éstos 100 taxistas con sus familias, petroleros, ferrocarrileros, campesinos de la CCI
Comunista, habitantes del poblado de Topilejo DF, comerciantes en pequeño, vendedores ambulantes, electricistas, padres de familia, etc., el resto lo formaban estudiantes de la UNAM, IPN, Nacional de Maestros, Chapingo, Universidad de Puebla, Veracruz, Iberoamericana.- La marcha desde su inicio, se realizó en todos sus aspectos en un completo orden, mediante una atinada organización, amén de que por su carácter de silenciosa, se guardó entre los integrantes de la manifestación un absoluto silencio
Reporte de la DFS

Además de las escuelas participantes, asistieron el Sindicato Mexicano de Electricistas, la Central Campesina Independiente y el Sindicato de Ferrocarrileros. La ciudadanía se colocó a los lados de la marcha haciendo una valla apoyando la marcha. Reportes indican la asistencia de entre 200 y 250 mil personas que marchan siguiendo el trayecto Paseo de la Reforma, Avenida Juárez, Cinco de Mayo y finalmente colman el Zócalo de la Ciudad de México. La enorme cantidad de personas desanima las acciones de hostigamiento y agresión directa, como era costumbre en la estrategia del estado mexicano contra el movimiento. Entre las pancartas que llevaron las y los manifestantes estaban las de caricaturas del entonces presidente Gustavo Díaz Ordaz, y otras en las que aparecían consignas como "La constitución pisoteada" y "Libertad a los presos políticos". Entre los activistas estudiantiles presentes estuvieron Roberta Avendaño, Eduardo del Valle, Heberto Castillo, Fausto Trejo y Manuel Marcué. 
Arriban al Zócalo los asistentes, sumándose entre otros trabajadores de los comercios que cierran por la marcha. Se realiza un mitin final, en el cual se refrendan las demandas del movimiento y el pliego petitorio. Para finalizar se canta el Himno Nacional Mexicano, se encienden antorchas y se corean consignas.

### Discursos
Algunas de las frases referidas en los discursos fueron:
- "Hemos quemado las vendas que tenía el pueblo, que ha empezado a protestar. Esta lucha ha producido cambios irreversibles. El pueblo está dispuesto a luchar para que se le haga justicia
- "Barreremos la corrupción, la gente estará orgullosa de los valores[5]"

## Repercusiones
Notas de prensa destacan el silencio y el orden con el que se realiza la movilización, si bien destacan las consignas contra el gobierno e incluso la prensa. La movilización es calificada como un triunfo para el movimiento. El caricaturista Abel Quezada publica en Excélsior una caricatura donde dos palomas de la paz observan la marcha y dice una a otra "Se oye más el silencio".
Las agresiones no se darían directamente a la marcha, sino a los automóviles de algunos asistentes a ella que los dejaron estacionados en las inmediaciones del museo de antropología. Agresores asociados al grupo de ultraderecha Movimiento Universitario de Renovadora Orientación (MURO), a bordo de camionetas blancas, atacan con bates, palos y varillas los autos y algunos los incendian. El periódico Últimas Noticias lo reporta en su portada del día siguiente y dice que son "un centenar" los vehículos dañados y que los agraviados presentaron denuncias.

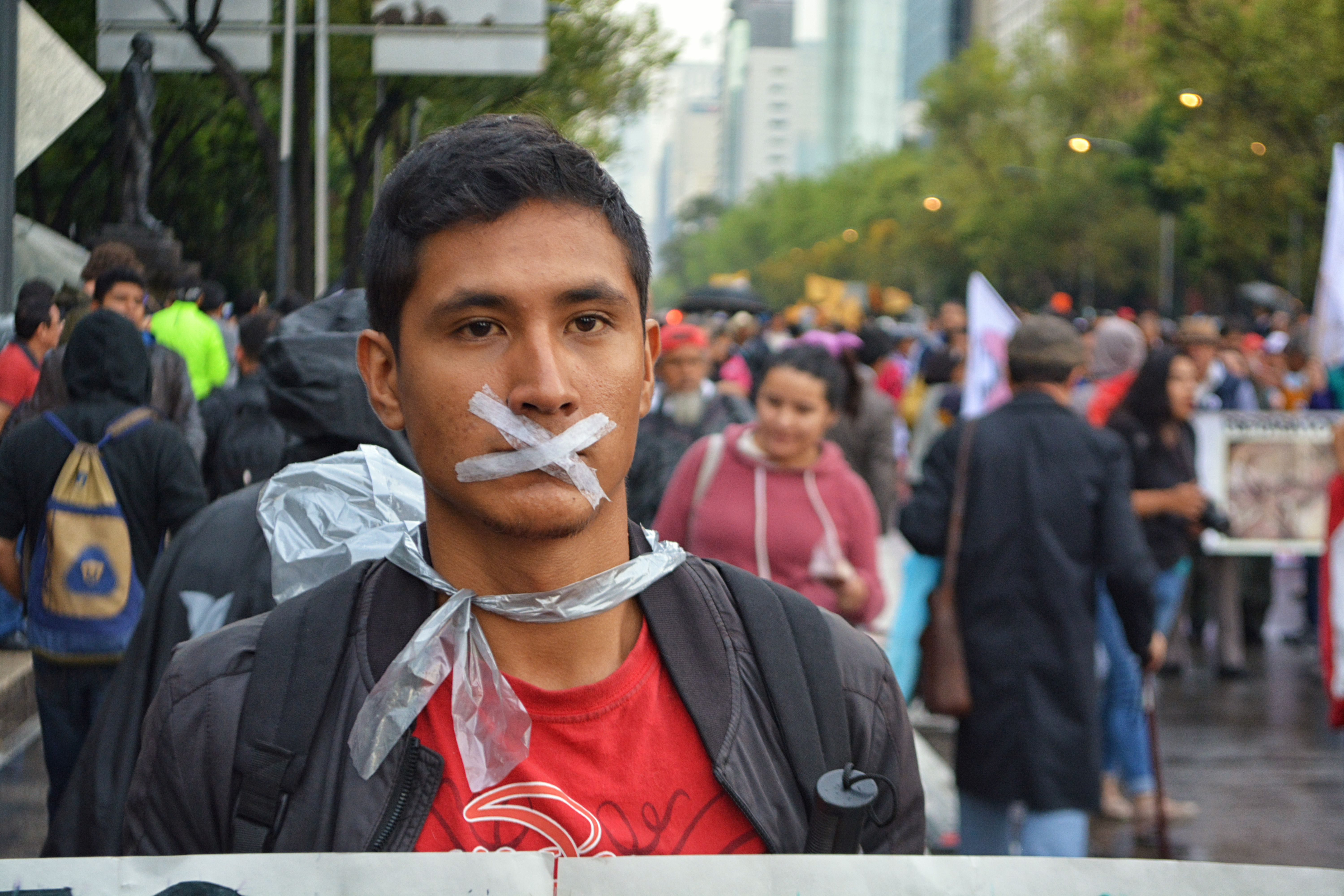
Estudiante en la marcha del silencio de 2018.

### Marcha del 2018
En 2018 el movimiento estudiantil de la UNAM de ese año encabezó una Marcha del silencio en conmemoración de la de 1968, realizada en la Ciudad de México con la misma ruta de la de 50 años antes. En ella se dieron cita, además de estudiantes de distintas universidades como el IPN, la ENAH, el INBA y la UAM, organizaciones sociales y personas del Comité 68 que 50 años atrás participaron en la marcha original.